# 10 novembre
Pour les articles homonymes, voir Dix-Novembre.
10 octobre 10 décembre
Chronologies thématiques
- Croisades
- Ferroviaires
- Sports
- Disney
- Anarchisme
- Catholicisme

Abréviations / Voir aussi
- (° 1852) = né en 1852
- († 1885) = mort en 1885
- a.s. = calendrier julien
- n.s. = calendrier grégorien
- Calendrier
- Calendrier perpétuel
- Liste de calendriers
- Naissances du jour

Le 10 novembre est le 314e jour de l'année du calendrier grégorien, 315e lorsqu'elle est bissextile (il en reste ensuite 51).
C'était généralement l'équivalent du 20 brumaire du calendrier républicain ou révolutionnaire français, officiellement dénommé jour de la herse.

## Événements

### XVesiècle
- 1444 : bataille de Varna.

### XVIesiècle
- 1567 : bataille de Saint-Denis.

### XVIIIesiècle
- 1795 : combat de Kreutznach.
- 1799 : 
  - deuxième journée du coup d'État du 18 brumaire.
  - bataille de Redon, pendant la Chouannerie.

### XIXesiècle
- 1808 : bataille de Burgos.
- 1813 : bataille de la Nivelle.
- 1823 : la prise de Puerto Cabello achève l'indépendance du Venezuela.
- 1859 : traité de Zurich.
- 1871 : première rencontre de Henry Morton Stanley et David Livingstone à Ujiji, dans l'actuelle Tanzanie.

### XXesiècle
- 1918 : abdication du duc Bernard III de Saxe-Meiningen, beau-frère du Kaiser.
- 1928 : intronisation de l'empereur du Japon Hirohito.
- 1937 : institution de l'Estado Novo au Brésil.
- 1944 : dissolution du reichskommissariat d'ostland
- 1951 : résolution no 96 de l’Assemblée générale des Nations unies, sur la question indo-pakistanaise.
- 1952 : démission du secrétaire général de l'ONU, Trygve Lie.
- 1975 : résolution no 3379 de l’Assemblée générale des Nations unies, sur le sionisme.
- 1989 : démission du secrétaire général du comité central du Parti communiste bulgare, Todor Jivkov, le lendemain de la chute du Mur de Berlin-Est.

### XXIesiècle
- 2015 : le programme du gouvernement portugais est rejeté par une alliance inédite des partis de gauche à l'Assemblée de la République.
- 2019 :
  - en Bolivie, démission du président de la République Evo Morales à la suite d'une crise politique post électorale[1].
  - en Espagne, les élections générales se tiennent afin d'élire les 350 députés et 208 des 265 sénateurs de la XIVe législature des Cortes Generales[2].
  - en Roumanie, l'élection présidentielle se tient afin d'élire le président de Roumanie pour un mandat de cinq ans[3]. Le président sortant Klaus Iohannis arrive en tête du premier tour[4].
  - en France, manifestation controversée contre l'islamophobie à Paris.
- 2020 :
  - l'accord du cessez-le-feu au Haut-Karabakh tripartite est signé par le président de la république d'Azerbaïdjan Ilham Aliyev, le Premier ministre de la république d'Arménie Nikol Pachinian et le président de la fédération de Russie Vladimir Poutine[5] visant à mettre fin à la guerre de 2020 au Haut-Karabakh.
  - en Jordanie, les élections législatives ont lieu afin d'élire les 130 députés du Parlement du  pays[6].
  - au Pérou, Manuel Merino devient le nouveau président de la République à la suite de la destitution controversée de Martín Vizcarra par le parlement la veille[7].
- 2024 : à Maurice, les élections législatives ont lieu afin de renouveler les députés de l'Assemblée nationale[8]. C'est l'Alliance du changement qui remporte le scrutin. Navin Ramgoolam est désigné Premier ministre du pays[9].

## Arts, culture et religion
- 1862 : première création de l'opéra La forza del destino, de Giuseppe Verdi.
- 1977 : l'Académie française rendue à la lettre "E" de la révision de son dictionnaire y admet comme nouvelles entrées les mots "emmerder", "emmerdeur" et "emmerdant"[10].

## Sciences et techniques
- 2023 : premier vol du bombardier stratégique américain Northrop Grumman B-21 depuis la Air Force Plant 42[11]

## Naissances

### XIIIesiècle
- 1278 : Philippe Ier, prince de Tarente et d’Achaïe († 26 décembre 1332).

### XIVesiècle
- 1323 : Philippe de Bourgogne, comte d'Auvergne et de Boulogne († 10 août 1346).
- 1341 : Henry Percy, 1er comte de Northumberland, noble et homme politique anglais († 20 février 1408).

### XVesiècle
- 1433 : Charles le Téméraire, duc de Bourgogne († 5 janvier 1477).
- 1483 : Martin Luther, réformateur religieux natif de l'Électorat de Saxe († 18 février 1546).

### XVIesiècle
- 1565 : Laurentius Paulinus Gothus, scientifique et théologien suédois, archevêque d'Uppsala de 1637 à 1646 († 29 novembre 1646).
- 1566 : Robert Devereux, militaire anglais († 25 février 1601).
- 1574 : Marie-Christine d'Autriche, reine consort de Transylvanie († 6 avril 1621).
- 1577 : Jacob Cats, poète et homme politique néerlandais († 12 septembre 1660).

### XVIIesiècle
- 1620 : Anne « Ninon » de l'Enclos, courtisane et femme de lettres française († 17 octobre 1705).
- 1668 : François Couperin, compositeur français († 11 septembre 1733).
- 1695 :
  - John Bevis, physicien et astronome britannique († 6 novembre 1771).
  - Louis Armand II de Bourbon-Conti, militaire et homme politique français († 4 mai 1727).
- 1697 : William Hogarth, peintre et graveur anglais († 26 octobre 1764).

### XVIIIesiècle
- 1710 : Adam Gottlob Moltke, courtisan, homme politique et diplomate danois († 25 septembre 1792).
- 1728 : Oliver Goldsmith, écrivain britannique († 4 avril 1774).
- 1735 : Granville Sharp, érudit et abolitionniste anglais, fondateur de la Sierra Leone Company († 6 juillet 1813).
- 1755 : Franz Anton Ries, violoniste allemand († 1er novembre 1846).
- 1759 : Friedrich von Schiller, poète, dramaturge, philosophe et historien allemand († 9 mai 1805).
- 1764 : Andrés Manuel del Río, chimiste et géologue hispano-mexicain, découvreur du vanadium († 23 mars 1849).
- 1767 : William Lewis Hughes, 1er baron Dinorben, homme politique britannique († 10 février 1852).
- 1779 : Anne-Marie Javouhey, religieuse française († 15 juillet 1851).
- 1784 : Franco Andrea Bonelli, ornithologue et collectionneur italien († 18 novembre 1830).
- 1790 : Jean René Constant Quoy, zoologiste français († 4 juillet 1869).

### XIXesiècle
- 1801 :
  - Vladimir Dahl (Владимир Иванович Даль), lexicographe et écrivain russe († 22 septembre 1872).
  - Samuel Gridley Howe, physicien et abolitionniste américain († 9 janvier 1876).
- 1810 : George Jennings (en), ingénieur et plombier anglais, inventeur de la chasse d'eau († 17 avril 1882).
- 1834 : José Hernández, poète et homme politique argentin († 21 octobre 1886).
- 1844 : Henry Eyster Jacobs (en), enseignant et théologien américain († 7 juillet 1932).
- 1845 : John Sparrow David Thompson, homme politique canadien, 4e Premier ministre du Canada de 1892 à 1894 († 12 décembre 1894).
- 1848 : Surendranath Banerjee (সুরেন্দ্রনাথ বন্দ্যোপাধ্যায়), enseignant et homme politique indien († 6 août 1925).
- 1850 : Arthur Goring Thomas, compositeur anglais († 20 mars 1892).
- 1851 :
  - Richard Armstedt, philologue et historien allemand († 14 avril 1931).
  - Waldemar Christopher Brøgger, géologue norvégien († 17 février 1940).
- 1858 : Henri XXVII, prince de Reuss branche cadette de 1913 à 1918 († 21 novembre 1928).
- 1861 : Robert Innes, astronome sud-africain († 13 mars 1933).
- 1868 : Gichin Funakoshi (船越 義珍), karatéka japonais, fondateur du Shōtōkan-ryū († 26 avril 1957).
- 1869 : Gaetano Bresci, ouvrier et anarchiste italien († 22 mai 1901).
- 1871 :
  - Winston Churchill, écrivain américain († 12 mars 1947).
  - Paul Locard, magistrat, musicologue et critique musical français († 23 janvier 1952).
- 1873 : Henri Rabaud, compositeur et chef d'orchestre français († 11 septembre 1949).
- 1874 : Idabelle Smith Firestone (en), compositrice américaine († 7 juillet 1954).
- 1875 : Jeanne Maubourg, mezzo-soprano, actrice et enseignante québécoise d’origine belge († 12 mai 1953).
- 1878 : Harry Richard « Cy » Morgan (en), joueur de baseball américain († 28 juin 1962).
- 1879 :
  - Vachel Lindsay, poète américain († 5 décembre 1931).
  - Patrick Pearse, professeur, poète, écrivain, nationaliste et homme politique irlandais († 3 mai 1916).
- 1880 : Jacob Epstein, sculpteur américain († 19 août 1959).
- 1884 : Zofia Nałkowska, romancière et dramaturge polonaise († 17 décembre 1954).
- 1886 : Edward Joseph Collins (en), pianiste, chef d’orchestre et compositeur américain († 1er décembre 1951).
- 1887 :
  - Elisa Leonida Zamfirescu, ingénieure roumaine, première femme à accéder à ce statut († 25 novembre 1973).
  - Arnold Zweig, écrivain allemand († 26 novembre 1968).
- 1888 : Andreï Tupolev (Андрей Николаевич Туполев), constructeur aéronautique soviétique († 23 décembre 1972).
- 1889 : Claude Rains, acteur britannique († 30 mai 1967).
- 1891 :
  - Jean-Charles Harvey, journaliste et romancier québécois († 3 janvier 1967).
  - Carl W. Stalling, compositeur, producteur et acteur américain († 29 novembre 1972).
- 1893 :
  - Erich Martin Richard Hering, entomologiste allemand († 18 août 1967).
  - John Philipps Marquand, écrivain américain, prix Pulitzer du roman 1938 († 16 juillet 1960).
- 1894 : Boris Furlan (en), juriste et homme politique slovène († 10 juin 1957).
- 1895 :
  - József Mátyás Baló (en), physicien hongrois († 9 octobre 1979).
  - John Knudsen « Jack » Northrop, constructeur aéronautique américain († 18 février 1981).
- 1896 :
  - James Joseph « Jimmy » Dykes, joueur et entraîneur de baseball américain († 15 juin 1976).
  - Olga Grey (en) (Anna Zacsek dite), actrice hungaro-américaine († 25 avril 1973).
- 1899 : Swami Satyabhakta (en) (स्वामी सत्यभक्त), philosophe et religieux indien († 10 décembre 1998).

### XXesiècle
- 1901 : Paul-André Robert, illustrateur et naturaliste suisse († 20 août 1977).
- 1905 : Louis Gray, physicien britannique († 9 juillet 1965).
- 1906 : Joseph Kramer, officier SS allemand († 13 décembre 1945).
- 1907 :
  - Jane Froman, actrice et chanteuse américaine († 22 avril 1980).
  - John Moore (en), écrivain et militant environnementaliste anglais  († 27 juillet 1967).
- 1908 :
  - Noemí Gerstein (es), sculptrice et illustratrice argentine († 14 juin 1996).
  - Charles Merritt, militaire canadien († 12 juillet 2000).
- 1909 :
  - Paweł Jasienica (en) (Leon Lech Beynar dit), historien, journaliste et soldat polonais († 19 août 1970).
  - John « Johnny » Marks, auteur-compositeur américain († 3 septembre 1985).
- 1910 : Angelo Frattini (en), sculpteur italien († 2 septembre 1975).
- 1912 : George Robert « Birdie » Tebbetts, joueur et gérant de baseball américain († 24 mars 1999).
- 1913 :
  - Álvaro Cunhal, homme politique portugais († 13 juin 2005).
  - Karl Shapiro, poète américain († 14 mai 2000).
- 1916 :
  - Louis le Brocquy, peintre irlandais († 25 avril 2012).
  - William E. « Billy » May, compositeur et musicien américain († 22 janvier 2004).
  - Dr. Tangalanga (en) (Julio Victorio De Rissio dit), comédien et humoriste argentin († 26 décembre 2013).
- 1918 : Ernst Otto Fischer, chimiste allemand, prix Nobel de chimie en 1973 († 23 juillet 2007).
- 1919 :
  - George Fenneman, acteur et animateur radio américain († 29 mai 1997).
  - Josef Honys, poète, peintre et écrivain tchèque († 24 juin 1969).
  - Mikhaïl Kalachnikov (Михаил Тимофеевич Калашников), militaire soviétique († 23 décembre 2013).
  - François Périer (François Pillu dit), comédien français († 28 juin 2002).
  - Moïse Tshombé, homme politique et d’affaires congolais, président du Katanga et Premier ministre de la république démocratique du Congo († 29 juin 1969).
- 1920 :
  - Sadanand Bakre, peintre et sculpteur indien († 18 décembre 2007).
  - Maurice Clavel, écrivain, journaliste et philosophe français († 23 avril 1979).
  - Ina Clough (en), actrice anglaise († 25 janvier 2003).
  - Rafael del Pino (es), homme d’affaires espagnol, fondateur de la compagnie Ferrovial († 14 juin 2008).
- 1924 :
  - Russell Johnson, acteur américain († 16 janvier 2014).
  - Robert « Bobby » Limb (en), diffuseur, présentateur, acteur et musicien australien († 11 septembre 1999).
- 1925 : Richard Burton (Richard Jenkins dit), acteur britannique († 5 août 1984).
- 1926 : Juan Jesús Posadas Ocampo, prélat mexicain († 24 mai 1993).
- 1927 :
  - Vedat Dalokay, architecte et homme politique turc, maire d’Ankara de 1973 à 1977 († 21 mars 1991).
  - Edmund Fetting, acteur polonais († 30 janvier 2001).
  - Vaughn Olin Lang, militaire américain († 2 octobre 2014).
  - Sohei Miyashita (en) (宮下 創平), homme politique japonais († 7 octobre 2013).
- 1928 :
  - Marilyn Bergman (Marilyn Keith ou Katz dite), parolière américaine († 8 janvier 2022).
  - Paul-Marie de La Gorce, essayiste français († 1er décembre 2004).
  - Ennio Morricone, compositeur italien († 6 juillet 2020).
- 1929 :
  - W. E. B. Griffin (William Edmund Butterworth III dit), écrivain américain († 12 février 2019).
  - Ninón Sevilla (Emilia Perez Castellanos dite), actrice et danseuse cubano-mexicaine († 1er janvier 2015).
- 1930 : Claude Jasmin, écrivain et scénariste québécois († 29 avril 2021).
- 1931 : Lillian Pulitzer Rousseau, styliste américaine († 7 avril 2013).
- 1932 :
  - Hyman Paul Bley, pianiste de jazz canadien († 3 janvier 2016).
  - Necmettin Hacıeminoğlu (tr), écrivain, linguiste et poète turc († 26 juin 1996).
  - Roy Scheider, acteur américain († 10 février 2008).
  - Arthur Kress Snyder (en), avocat et homme politique américain († 7 novembre 2012).
- 1933 :
  - Ronald Evans, astronaute américain († 17 avril 1990).
  - Seymour Nurse (en), joueur de cricket barbadien († 6 mai 2019).
- 1934 :
  - Lucien Bianchi, pilote automobile italo-belge († 30 mars 1969).
  - Garry Runciman, sociologue anglais († 10 décembre 2020).
  - Alagiah Thurairajah (en) (அழகையா துரைராசா), ingénieur sri-lankais († 11 juin 1994).
- 1935
  - Bernard Babior, physicien et biochimiste américain († 29 juin 2004).
  - Igor Novikov (И́горь Дми́триевич Но́виков), physicien, astrophysicien et cosmologiste russe.
- 1938 :
  - Olivier de Berranger, prélat français († 23 mai 2017).
  - Marie-Pierre de Gérando, acteur français.
  - Nieves Navarro, actrice espagnole.
  - Giacomo de Pass, artiste et sculpteur italien.
  - Claude Serre, dessinateur français († 13 novembre 1998).
- 1939 :
  - André Berthol, homme politique français.
  - Anscar Chupungco (en), moine et théologien philippin († 9 janvier 2013).
  - Bernard Derosier, homme politique français.
  - Tommy Facenda (en), chanteur et guitariste américain.
  - Allan Moffat, pilote automobile canado-australien.
- 1940
  - Richard Cotton (en), généticien australien († 14 juin 2015).
  - Screaming Lord Sutch (David Edward Sutch dit), musicien et homme politique anglais († 16 juin 1999).
- 1941 : John Geoghegan (ar), militaire américain († 15 novembre 1965).
- 1942 :
  - Robert Fry Engle III, économiste américain, prix Nobel d’économie en 2003.
  - James Hood (en), militant et fonctionnaire américain († 17 janvier 2013).
  - Hans-Rudolf Merz, homme politique suisse, conseiller fédéral de 2004 à 2010.
- 1943 :
  - Corinne Côté-Lévesque, collaboratrice et épouse de l’homme politique québécois René Lévesque († 19 octobre 2005).
  - Clarence Saxby Chambliss, homme politique et juriste américain.
- 1944 :
  - Askar Akaïev (Аскар Акаевич Акаев), mathématicien et homme politique kirghize, président du Kirghizistan de 1990 à 2005.
  - Mark Edward Neely Jr., historien et écrivain américain, prix Pulitzer d'histoire en 1992.
  - Silvestre Reyes, militaire et homme politique américain.
  - Timothy Miles Bindon « Tim » Rice, parolier américain.
- 1945 :
  - Terence Davies, scénariste, réalisateur et acteur anglais.
  - Donna Fargo (Yvonne Vaughan dite), chanteuse, compositrice et guitariste américaine.
- 1946 : Jenny Rock (Janine de Bellefeuille dite), chanteuse québécoise.
- 1947 :
  - Patrick Berger, architecte français.
  - Glen Buxton, musicien américain († 19 octobre 1997).
  - Bachir Gemayel (بشير الجميل), homme politique libanais, président de la République libanaise en 1982 († 14 septembre 1982).
  - Gregory Stuart « Greg » Lake, musicien britannique des groupes King Crimson et Emerson, Lake and Palmer († 7 décembre 2016).
  - David Allen « Dave » Loggins (en), chanteur, compositeur et musicien américain.
  - Allee Willis, compositrice américaine († 24 décembre 2019).
- 1948 :
  - Aaron Brown, journaliste et un animateur de télévision américain.
  - Shigesato Itoi (糸井重里), essayiste et acteur japonais.
  - Enrique Martínez y Martínez, homme politique mexicain, gouverneur du Coahuila de 1999 à 2005.
  - Vincent Schiavelli, acteur américain († 26 décembre 2005).
  - Steven Utley (en), écrivain américain († 12 janvier 2013).
- 1949 :
  - Mustafa Denizli, footballeur et entraîneur turc.
  - Ann Reinking, actrice, danseuse et chorégraphe américaine († 12 décembre 2020).
  - Donald Patrick « Don » Saleski, hockeyeur canadien.
- 1950 :
  - Debra Hill, actrice et cinéaste américaine († 7 mars 2005).
  - Robert Keith « Bob » Orton, Jr., lutteur américain.
  - Jack Scalia, acteur américain.
  - Bram Tchaikovsky (Peter Bramall dit), chanteur, compositeur et musicien anglais.
- 1951 : Viktor Soukhoroukov (Виктор Иванович Сухоруков), acteur russe.
- 1952 : Gerard Paul « Gerry » DiNardo (en), joueur et entraîneur de football américain.
- 1953 :
  - Alain Lebas, kayakiste français, médaillé olympique.
  - Leslie Edwin « Les » Miles (en), joueur et entraîneur de football américain.
  - Larry Parrish, joueur et gérant de baseball américain.
- 1954 :
  - Hartwig Gauder, athlète est-allemand, champion olympique du 50 km marche († 22 avril 2020).
  - Hans Kjeld Rasmussen, tireur sportif danois, champion olympique.
  - Kevin Spraggett, grand maître canadien du jeu d'échecs.
  - Robert William « Bob » Stanley, joueur et entraîneur de baseball américain.
- 1955 :
  - Jack Clark, joueur et entraîneur de baseball américain.
  - Roland Emmerich, réalisateur et scénariste allemand.
  - Bruno Peyron, navigateur français.
- 1956 :
  - Mohsen Badawi (en) (محسن بدوى), homme d’affaires, militant et écrivain égyptien.
  - Sinbad (David Adkins dit), acteur, humoriste et producteur américain.
- 1957 : Nigel Evans, homme politique gallois.
- 1958 :
  - Deborah Cameron (en), linguiste et anthropologue anglais.
  - Stephen Herek, réalisateur, scénariste et producteur américain.
  - Omar Minaya (es), joueur et entraîneur de baseball américain.
  - Massimo Morsello, chanteur, parolier, musicien et auteur-compositeur-interprète († 10 mars 2001).
  - Fatoumata Nafo-Traoré, médecin et femme politique malienne.
  - Brooks Williams, chanteur, compositeur et musicien anglais.
- 1959 :
  - Laura Mackenzie Phillips, actrice et chanteuse américaine.
  - Michael Schröder (en), footballeur et entraîneur allemand.
  - Magomed-Gasan Abushev, lutteur originaire du Daghestan, champion olympique.
- 1960 :
  - Neil Gaiman, écrivain britannique.
  - Dan Hawkins, joueur, entraîneur et commentateur de football américain.
  - Naomi Kawashima (en) (川島 なお美), actrice et chanteuse japonaise († 24 septembre 2015).
  - Maeve Sherlock, femme politique anglaise.
- 1961 :
  - Rudolf Grimm (en), physicien austro-allemand.
  - John Walton, lanceur de fléchettes anglais.
- 1962 :
  - Alexandre de Juniac, chef d'entreprise français.
  - Robert « Bob » Lindner, joueur et entraîneur de rugby australien.
  - Daniel Waters, réalisateur et scénariste américain.
- 1963 :
  - Sophie Amiach, joueuse de tennis française.
  - Hugh Bonneville (Hugh Richard Bonneville Williams dit), acteur anglais.
  - Sylvain Chomet, réalisateur et scénariste français de films d’animation.
  - Thomas « Tommy » Davidson, acteur et scénariste américain.
  - Michael John « Mike » McCarthy, joueur et entraîneur de football américain.
  - Michael Anthony « Mike » Powell, athlète américain.
- 1964 :
  - Valery Babanov (Валерий Павлович Бабанов), alpiniste russe.
  - Kenneth Scott « Kenny » Rogers, joueur de baseball américain.
  - Magnús Scheving, acteur, producteur et gymnaste islandais.
- 1965 :
  - James Patrick « Jamie » Dixon II (en), joueur et entraîneur de basketball américain.
  - Sam Hughes (en) (John Hughes dit), humoriste, acteur et scénariste britannique.
  - Edmund « Eddie » Irvine, pilote automobile britannique.
  - Robert Jones, joueur et entraîneur de rugby gallois.
- 1966
  - Vanessa Angel, actrice anglaise.
  - Tejshree Thapa, avocate népalaise des droits de l'homme.
  - Mark T. Vande Hei, astronaute américain
- 1967 : Jackie Fairweather (Jacquilyn Louise Gallagher dite), athlète et entraîneur australienne († 1er novembre 2014).
- 1968 :
  - Ishtar (Eti Zach dite), chanteuse israélienne.
  - Tracy Morgan, acteur américain.
  - Thomas « Tom » Papa (en), acteur, producteur et présentateur américain.
- 1969 :
  - Faustino Asprilla, footballeur et entraîneur colombien.
  - Jens Lehmann, footballeur allemand.
  - Ellen Pompeo, actrice américaine.
- 1970 :
  - Warren G (Warren Griffin III dit), chanteur américain.
  - Freddy Loix, pilote de rallye belge.
  - Sergueï Ovtchinnikov (Серге́й Ива́нович Овчи́нников), footballeur et entraîneur russe.
  - Trent Dimas, gymnaste américain, champion olympique.
- 1971 :
  - Holly Black, écrivaine américaine.
  - Walton Goggins acteur et producteur américain.
  - Magnus Johansson (en), footballeur suédois.
  - Niki Karimi (نیکی کریمی), actrice, réalisatrice, photographe, auteure et traductrice iranienne.
  - Luis de Pauloba (Luis Ortiz Valladares dit), matador espagnol.
  - Terry Pearson (en), joueur de baseball américain.
  - Big Punisher (Christopher Lee Rios dit), chanteur portoricain († 7 février 2000).
  - Kate Slatter, rameuse d'aviron australienne, championne olympique.
- 1972 :
  - Daren Jay « DJ » Ashba, musicien, compositeur, producteur et graphiste américain.
  - Isaac Bruce, joueur américain de football américain.
  - Lou Brutus (en), chanteur, compositeur, musicien, présentateur et photographe américain.
  - Virág Csurgó (en), joueur de tennis hongrois.
  - Dominique Daquin, volleyeur français.
  - Shawn Green, joueur de baseball américain.
  - Gregory Mark « Greg » LaRocca (en), joueur de baseball américain.
- 1973 :
  - Patrik Berger, footballeur tchèque.
  - Marco Rodríguez, arbitre de football mexicain.
- 1974 :
  - Niko Hurme, bassiste finlandais.
  - Christopher Daniel « Chris » Lilley (en), acteur, scénariste et producteur américain.
- 1975 : Markko Märtin, pilote automobile estonien.
- 1976 :
  - Martin Åslund, footballeur suédois.
  - Sergio González, footballeur et entraîneur espagnol.
  - Steffen Iversen, footballeur norvégien.
  - Shefki Kuqi, footballeur et entraîneur finlandais.
  - Michael « Mike » Leclerc, hockeyeur canadien.
- 1977 :
  - Joshua Lawrence « Josh » Barnett, pratiquant de MMA américain.
  - Matthew William « Matt » Cepicky (en), joueur de baseball américain.
  - Brittany Murphy, actrice américaine († 20 décembre 2009).
  - Erik Nevland, footballeur norvégien.
- 1978 :
  - Ruth Davidson, femme politique écossais.
  - Jorge DePaula (en), joueur de baseball dominicain.
  - Eve (Eve Jihan Jeffers-Cooper dite), chanteuse américaine.
  - Kristian Huselius, hockeyeur suédois.
  - Fahd Larhzaoui, acteur néerlandais d'origine marocaine.
  - Drew McConnell, musicien irlandais.
  - David Paetkau, acteur canadien.
  - Georgina Evers-Swindell, rameuse d'aviron néo-zélandaise, double championne olympique.
  - Caroline Evers-Swindell, rameuse d'aviron néo-zélandaise, double championne olympique.
- 1979 :
  - Christopher John « Chris » Joannou, bassiste australien.
  - Anthony Réveillère, footballeur français.
  - Ragnvald Soma, footballeur norvégien.
- 1980 :
  - Danilo Belić (en) (Данило Белић-Дача), footballeur serbe.
  - Troy Bell, basketteur américain.
  - Agustín De La Canal (en), footballeur argentin.
  - Calvin Chen (辰亦儒), chanteur et acteur taïwanais.
  - Jeroen Ketting (nl), footballeur néerlandais.
  - Yevhen Lutsenko (en) (Євге́н Валенти́нович Луце́нко), footballeur ukrainien.
  - Matthew « Matt » Mullins, acteur, cascadeur et pratiquant de MMA américain.
  - Donté Stallworth, joueur américain de football américain.
- 1981 :
  - Tony Blanco (en), joueur de baseball dominicain.
  - Jason Dunham, militaire américain († 22 avril 2004).
  - Ezequiel Garré (en), footballeur argentin.
  - Paul Kipsiele Koech, athlète kényan.
  - Ryan Reeves, lutteur américain.
  - Miroslav Slepička, footballeur tchèque.
  - Brett Tamburrino (en), joueur de baseball australien.
  - Marko Tomasović (en), boxeur croate.
- 1982 :
  - Shane Cansdell-Sherriff (en), footballeur australien.
  - Christopher Lee « Chris » Canty (en), joueur américain de football américain.
  - Clayton Fortune (en), footballeur anglais.
  - Ahmet Kural (en), acteur turc.
  - Sandrine Martinet-Aurières, judoka française, championne paralympique en 2016.
  - Heather Matarazzo, actrice américaine.
  - Matthew Thomas « Matt » Pagnozzi, joueur de baseball américain.
  - Rafael Rosell, acteur et mannequin filippo-norvégien.
- 1983 :
  - Brian Dinkelman, joueur de baseball américain.
  - Dinko Felić (en), footballeur norvégien.
  - Miranda Lambert, auteure-compositrice-interprète américaine.
  - Ryan Mattheus, joueur de baseball américain.
  - Craig Smith, basketteur américain.
  - Marius Žaliūkas, footballeur lituanien.
- 1984 :
  - Ben l'Oncle Soul puis Ben (Benjamin Duterde dit), chanteur français et tourangeau.
  - Brittney Elizabeth « Britt » Irvin, actrice canadienne.
  - Jean-Martial Kipré (en), footballeur ivoirien.
  - Jarno Mattila (fi), footballeur finlandais.
  - Ludovic Obraniak, footballeur polonais.
  - Kendrick Perkins, basketteur américain.
- 1985 :
  - Morenito de Aranda (Jesús Martínez Barrios dit), matador espagnol.
  - Ricki-Lee Coulter (en), chanteuse, compositrice et présentatrice néo-zélandaise.
  - Daan Huiskamp (nl), footballeur néerlandais.
  - Aleksandar Kolarov (Александар Коларов), footballeur serbe.
  - Cherno Samba, footballeur gambo-anglais.
  - Giovonnie Samuels, actrice américaine.
  - Krystian Trochowski (en), joueur de rugby allemand.
- 1986
  - Ilías Iliádis (Ηλίας Ηλιάδης), judoka grec, plusieurs fois médaillé.
  - Aaron Crow, joueur de baseball américain.
  - Paul Babangu, homme politique de la République démocratique du Congo.
  - William Michael « Will » Hendry (en), footballeur anglais.
  - Goran Jerković, footballeur français.
  - Stanislav Namasco, footballeur moldave.
  - Josh Peck, acteur américain.
  - Eric Thames, joueur de baseball américain.
  - Samuel Wanjiru, athlète kényan († 15 mai 2011).
- 1987 :
  - Darryl Jerard « D. J. » Augustin, Jr., basketteur américain.
  - Edi Maia, athlète portugais.
  - Samuel Andrew « Sam » Malsom (en), footballeur anglais.
  - Kana Oya (en) (大屋 夏南), mannequin et actrice japonaise.
  - Theo Peckham, hockeyeur canadien.
- 1988 :
  - Massimo Coda, footballeur italien.
  - Pauleen Luna (en), actrice philippine.
  - Aiden Tolman (en), joueur de rugby australien.
- 1989 :
  - Daniel Adjei, footballeur ghanéen.
  - Luke Daley (en), footballeur anglais.
  - Taron Egerton, acteur anglais.
  - Matthew « Matt » Magill, joueur de baseball américain.
  - Adrian Nikçi, footballeur suisse.
  - Scott Suggs, basketteur américain.
  - Sarah Wells, athlète canadienne.
- 1990 :
  - Mireia Belmonte, nageuse espagnole.
  - Andre Blackman (en), footballeur anglais.
  - Marcus Browne (en), boxeur américain.
  - Aaron Murray (en), joueur de baseball américain.
  - Robert Primus (en), footballeur trinidadien.
  - Kristina Vogel, cycliste allemande.
- 1991 : 
  - Sabri Alliche, judoka français.
  - Genevieve Buechner (en), actrice canadienne.
- 1992 :
  - Marko Blaževski (en), nageur macédonien.
  - Theodore « Teddy » Bridgewater, joueur américain de football américain.
  - Marek Frimmel (sk), footballeur slovaque.
  - Dimitri Petratos, footballeur australien.
  - Rafał Wolski, footballeur polonais.
  - Wilfried Zaha (Dazet Wilfried Armel Zaha dit), footballeur anglais.
- 1994 :
  - Takuma Asano, footballeur japonais.
  - Andre De Grasse, athlète canadien, spécialiste du sprint.
  - Zoey Deutch, actrice américaine.
  - Fantine Lesaffre, nageuse française.
  - Manon Mollé, golfeuse française.
- 1995 : Ralfs Grīnbergs (en), hockeyeur letton.
- 1999 : 
  - Kiernan Shipka, actrice américaine.
  - Armand Duplantis, sauteur à la perche américano-suédois concourant pour la Suède.
- 2000 : Mackenzie Foy, actrice américaine.

### XXIesiècle
- 2002 : Eduardo Camavinga, footballeur français.

## Décès

### IVesiècleav. J.-C.
- 324 av. J.-C. : Héph(a)estion (Ἡφαιστίων...), ami, condisciple aristotélicien, favori et général (grec) macédonien d'Alexandre le conquérant (° vers 356 av. J.-C.).

### Vesiècle
- 461 : Léon Ier, 45e pape, en fonction de 440 à 461 (° entre 390 et 400).
- 474 : Léon II le Jeune, empereur romain d'Orient en 474 (° 467).

### VIIesiècle
- 627 : Juste de Cantorbéry, prélat et saint anglais, archevêque de Canterbury en 624 (° inconnue).

### Xesiècle
- 901 : Adélaïde de Frioul, reine de France de 877 à 879 (° 850).

### XIIIesiècle
- 1241 : Célestin IV (Goffredo Castiglioni dit), 179e pape, en fonction de 1241 (° inconnue).

### XVesiècle
- 1444 :
  - Giuliano Cesarini, prélat italien (° 1398).
  - Ladislas III Jagellon, roi de Pologne de 1434 à 1444 et de Hongrie de 1440 à 1444 (° 1424).

### XVIesiècle
- 1549 : Paul III (Alexandre Farnèse dit), 220e pape, en fonction de 1534 à 1549 (° 29 février 1468).

### XVIIesiècle
- 1617 : Barnabe Rich (en), écrivain et militaire anglais (° v. 1540).
- 1622 : Léonard Kimura, religieux jésuite japonais, brûlé vif à Nagasaki (° v. 1575).
- 1624 : Henry Wriothesley, homme politique anglais (° 6 octobre 1573).
- 1644 : Luis Vélez de Guevara, auteur et dramaturge espagnol (° 1579).
- 1675 : Léopold de Médicis, prélat italien (° 6 novembre 1617).
- 1683 : Robert Morison, botaniste écossais (° 1620).
- 1692 : Gédéon Tallemant des Réaux, écrivain et poète français (° 2 octobre 1619).

### XVIIIesiècle
- 1727 : Alphonse de Tonti, militaire italien (° v. 1659).
- 1753 : Bertrand-François Mahé de La Bourdonnais, militaire français (° 11 février 1699).
- 1763 : Joseph François Dupleix, militaire français (° 1er janvier 1697).
- 1772 : Pedro Antonio Correia Garção, poète et auteur portugais (° 13 juin 1724).
- 1777 : Cornstalk, chef amérindien (° 1720).
- 1793 : Jean-Marie Roland de La Platière, économiste et homme politique français (° 18 février 1734).

### XIXesiècle
- 1806 : Charles-Guillaume-Ferdinand de Brunswick, militaire allemand (° 9 octobre 1735).
- 1808 : Guy Carleton, soldat et administrateur colonial anglais, 2e gouverneur de la province de Québec de 1766 à 1770 puis de 1774 à 1778 (° 3 septembre 1724).
- 1839 : Charles VI de La Trémoille, noble français (° 24 mars 1764).
- 1852 : Gideon Mantell, obstétricien, géologue et paléontologue britannique (° 3 février 1790).
- 1861 : Isidore Geoffroy Saint-Hilaire, zoologiste français (° 16 décembre 1805).
- 1865 : Henry Wirz, militaire américain (° 25 novembre 1823).
- 1869 : John Ellis Wool, militaire américain (° 20 février 1784).
- 1880 : Sabin Berthelot, naturaliste français (° 4 avril 1794).
- 1885 : Christian Friedrich Freyer, entomologiste allemand (° 25 août 1794).
- 1886 : 
  - Filipina Brzezińska-Szymanowska, pianiste et compositrice polonaise (° 1er janvier 1800).
  - William Henry Silvester, photographe britannique (° 15 septembre 1814).
- 1887 : Louis Lingg, charpentier et anarchiste allemand (° 9 septembre 1864).
- 1891 :
  - Henry Nottidge Moseley, naturaliste britannique (° 14 novembre 1844).
  - Arthur Rimbaud, poète français (° 20 octobre 1854).
- 1900 : Armand David, religieux, zoologiste et botaniste français (° 27 septembre 1826).

### XXesiècle
- 1909 : George Essex Evans (en), poète australien (° 18 juin 1863).
- 1912 : Louis Cyr, homme fort québécois (° 10 octobre 1863).
- 1915 : Louis Nattero, peintre français (° 16 octobre 1870).
- 1917 : George Henry Stevens « Harry » Trott (en), joueur de cricket australien (° 5 août 1866).
- 1924 : Archibald Geikie, géologue britannique (° 28 décembre 1835).
- 1933 :
  - Louis Lépine, avocat et homme politique français, préfet de police de la Seine, inventeur de la brigade criminelle et du concours Lépine (° 6 août 1846).
  - Władysław Pytlasiński, lutteur polonais (° 26 juillet 1863).
- 1936 : Louis-Gustave Binger, explorateur français (° 14 octobre 1856).
- 1938 : Mustafa Kemal Atatürk, militaire et homme politique turc, président de la république de Turquie de 1923 à 1938 (° 19 mai 1881).
- 1945 : Robert Bourgeois, militaire et géographe français (° 21 février 1857).
- 1946 : Louis Zutter, gymnaste suisse (° 2 décembre 1865).
- 1954 : Léon Vérane, poète français (° 21 décembre 1886).
- 1955 : Mariano Latorre, écrivain chilien (° 4 janvier 1886).
- 1956 : Gordon MacQuarrie (en), écrivain et journaliste américain (° 3 juillet 1900).
- 1957 : Joseph Vassal, médecin militaire français (° 5 août 1867).
- 1962 : Julius Lenhart, gymnaste autrichien, plusieurs fois médaillé (° 27 novembre 1875).
- 1963 : Klara Dan von Neumann, informaticienne hungaro-américaine (° 18 août 1911).
- 1971 : Walter Van Tilburg Clark (en), auteur américain (° 3 août 1909).
- 1975 : Ernest Michael McSorley (en), capitaine canadien (° 29 septembre 1912).
- 1978 : Edward James Salisbury, botaniste britannique (° 16 avril 1886).
- 1981 : Abel Gance (Abel Eugène Alexandre Perthon dit), cinéaste français (° 25 octobre 1889).
- 1982 :
  - Léonid Brejnev (Леони́д Ильи́ч Бре́жнев), homme politique soviétique, chef d’État de l’URSS de 1964 à 1982 (° 19 décembre 1906).
  - Barbara Ann Kelly[réf. souhaitée], artiste américaine et mère de huit enfants de la troupe musicale The Kelly Family (° 2 juin 1946).
  - Elio Petri, cinéaste italien (° 29 janvier 1929).
- 1984 : Xavier Herbert (en), écrivain australien (° 15 mai 1901).
- 1986 :
  - Park Frederick « Pepper » Adams III, musicien américain (° 8 octobre 1930).
  - Francis Michael « King » Clancy, joueur et entraîneur de hockey sur glace canadien (° 25 février 1903).
  - Gordon Richards, jockey et entraîneur hippique anglais (° 5 mai 1904).
  - Regidor « Rogelio » de la Rosa, acteur et homme politique philippin (° 12 novembre 1916).
- 1987 : Noor Hossain (নূর হোসেন), militant bangladais (° 1961).
- 1990 :
  - Aurelio Monteagudo (en), joueur et entraîneur de baseball cubain (° 19 novembre 1943).
  - Mário Schenberg, physicien brésilien (° 2 juillet 1914).
- 1991 :
  - William Afflis (en), lutteur et joueur de football américain (° 27 juin 1929).
  - Étienne Blandin, peintre breton, essentiellement de la Marine (° 9 janvier 1903).
- 1992 : Kevin Joseph Aloysius « Chuck » Connors, acteur américain (° 10 avril 1921).
- 1993 : Alberto Breccia, dessinateur de bande dessinée argentin (° 15 avril 1919).
- 1994 : Carmen McRae, chanteuse américaine (° 8 avril 1920).
- 1995 : Kenule Beeson « Ken » Saro-Wiwa, écrivain et producteur nigérian (° 10 octobre 1941).
- 1997 : Thomas « Tommy » Tedesco (en), guitariste américain (° 3 juillet 1930).
- 1998 :
  - Jean Leray, mathématicien français académicien ès sciences (° 7 novembre 1906).
  - Mary Millar (en) (Irene Mary Wetton dite), actrice anglaise (° 26 juillet 1936).
- 2000 :
  - Adamántios Androutsópoulos (Αδαμάντιος Ανδρουτσόπουλος), avocat, professeur et homme politique grec, Premier ministre de Grèce de 1973 à 1974 (° 20 août 1919).
  - Jacques Chaban-Delmas, homme politique français, Premier ministre de 1969 à 1972 et maire de Bordeaux de 1947 à 1995 (° 7 mars 1915).

### XXIesiècle
- 2001 : Kenneth Elton « Ken » Kesey, écrivain américain (° 17 septembre 1935).
- 2002 : Michel Boisrond, réalisateur français (° 9 octobre 1921).
- 2003 :
  - Canaan Banana, pasteur et homme politique zimbabwéen, président du Zimbabwe de 1980 à 1987 (° 5 mars 1936).
  - Irving « Irv » Kupcinet (en), journaliste et présentateur américain (° 31 juillet 1912).
- 2004 :
  - Catalina « Katy » de la Cruz (en), chanteuse et actrice philippine (° 13 février 1907).
  - Şeref Görkey (en), footballeur et entraîneur turc (° 1er janvier 1913).
- 2006 :
  - Anicée Alvina (Anicée Schahmaneche dite), actrice française (° 28 janvier 1953).
  - Fokko du Cloux, mathématicien et informaticien néerlandais (° 20 décembre 1954).
  - Diana Coupland, actrice et chanteuse anglaise (° 5 mars 1928).
  - Gerald Levert, chanteur, auteur-compositeur et producteur américain (° 13 juillet 1966).
  - Jack Palance, acteur américain (° 18 février 1919).
  - Nadarajah Raviraj (நடராஜா ரவிராஜ்), homme politique et avocat sri-lankais (° 25 juin 1962).
  - John Stewart « Jack » Williamson, auteur américain (° 29 avril 1908).
- 2007 :
  - Laraine Day (Laraine Johnson dite), actrice américaine (° 13 octobre 1920).
  - Augustus F. Hawkins (en), ingénieur et homme politique américain (° 31 août 1907).
  - Norman Mailer, écrivain et journaliste américain (° 31 janvier 1923).
  - Donda West, mère du célèbre musicien Kanye West (° 12 juillet 1949).
- 2008 :
  - Kiyoshi Itō (伊藤 清), mathématicien japonais (° 7 septembre 1915).
  - Wannes Van de Velde, chansonnier, musicien, poète et artiste plasticien belge (° 29 avril 1937).
- 2009 :
  - Robert Enke, footballeur allemand (° 24 août 1977).
  - Jacques-Yves Le Toumelin, navigateur français (° 2 juillet 1920).
  - John Allen Muhammad, tueur en série américain (° 31 décembre 1960).
- 2010 :
  - Dino De Laurentiis, producteur de cinéma italien (° 8 août 1919).
  - Nicolo Rizzuto, mafieux québécois d’origine sicilienne (° 18 février 1924).
- 2011 :
  - Peter J. Biondi (en), homme politique américain (° 23 juin 1942).
  - Ivan Martin Jirous, poète tchèque (° 23 septembre 1944).
- 2012 :
  - John Louis Coffey (en), juge américain (° 15 avril 1922).
  - Marian Lines (en), actrice, écrivaine et compositrice anglaise (° 27 novembre 1933).
  - Mitsuko Mori / Mitsu Murakami (村上美津 dite), actrice japonaise (° 9 mai 1920).
  - Piet van Zeil (en), homme politique et avocat néerlandais (° 3 août 1927).
- 2013 :
  - Vijaydan Detha (विजयदान देथा), auteur indien (° 1er septembre 1926).
  - John Grant (en), neurochirurgien australien (° 14 août 1922).
  - John Matchefts, joueur et entraîneur de hockey sur glace américain (° 18 juin 1931).
  - Giorgio Orelli, écrivain, poète et traducteur suisse de langue italienne (° 25 mai 1921).
- 2014 :
  - Jacques Bertrand, animateur de radio canadien (° 1953).
  - Josip Boljkovac (en), homme politique croate (° 12 novembre 1920).
  - Wayne Goss (en), homme politique et avocat australien (° 26 février 1951).
  - John Hans Krebs (en), homme politique et avocat américain (° 17 décembre 1926).
  - Dorian « Doc » Paskowitz (en), surfeur et physicien américain (° 3 mars 1921).
  - Allan McNab « Al » Renfrew (en), joueur et entraîneur de hockey sur glace américain (° 21 décembre 1924).
- 2015 :
  - Gene Amdahl, informaticien et entrepreneur américain (° 16 novembre 1922).
  - André Glucksmann, philosophe et essayiste français (° 19 juin 1937).
  - Patrick James John « Pat » Eddery, jockey et entraîneur hippique irlandais (° 18 mars 1952).
  - Helmut Schmidt, homme politique allemand, chancelier fédéral d'Allemagne de 1974 à 1982 (° 23 décembre 1918).
  - Allen Toussaint, chanteur, musicien, compositeur et producteur américain (° 14 janvier 1938).
  - Michael Wright, basketteur américain (° 7 janvier 1980).
- 2016 :
  - David Adamany (en), universitaire américain, recteur de l’université Temple de 2000 à 2006 (° 23 septembre 1936).
  - Karel Hlušička (cs), acteur et directeur de théâtre tchèque (° 25 août 1924).
  - Trevor Johnson (en), joueur de football australien (° 25 janvier 1935).
  - Nikola Korabov (en) (Никола Корабов), réalisateur et scénariste bulgare (° 7 décembre 1928).
  - Eugene Fallah Kparkar, homme politique libérien (° 26 juillet 1975).
  - Francisco Nieva (en), écrivain espagnol (° 29 décembre 1924).
  - Russell Eugene « Russ » Nixon (en), joueur de baseball américain (° 19 février 1935).
  - William Thomas « Bill » Stanfill (en), joueur de football américain (° 13 janvier 1947).
- 2018 :
  - Ajuma Ameh-Otache, footballeuse nigériane (° 1er décembre 1984).
  - Raffaele Baldassarre, homme politique italien (° 23 septembre 1956).
  - Marc Wilmet, linguiste belge (° 28 août 1938).
- 2020 : 
  - Charles Corver, arbitre de football néerlandais (de la demi-finale de coupe du monde de 1982 entre France et RFA (° 16 janvier 1936).
  - Amadou Toumani Touré, militaire et ancien chef d'État malien (° 4 novembre 1948).
- 2022 :
  - Henri Anglade, coureur cycliste français (° 6 juillet 1933).
  - Hédi Balegh, universitaire, écrivain, journaliste, animateur de télévision et de radio et traducteur tunisien (° ).
- 2023 :
  - Danilo Astori, homme d'État uruguayen (° 23 avril 1940).
  - John Bailey, directeur de la photographie américain (° 10 août 1942).
  - David Guy Compton, écrivain britannique (° 19 août 1930).
  - Miah Dennehy, footballeur international irlandais (° 29 mars 1950).
  - Spýros Fokás, acteur grec (° 19 août 1937).
  - Gordon Gibson Jr., chercheur et homme politique canadien (° 23 août 1937).
  - Hiroyuki Hosoda, homme d'État japonais (° 5 avril 1944).
- 2024 : 
  - Barbara Aland, théologienne, philologue et bibliste allemande (° 12 avril 1937).
  - Derrick Grant, joueur de rugby à XV écossais (° 19 avril 1938).
  - Abdelkader Lecheheb, footballeur puis diplomate marocain (° 13 juillet 1954).
  - Indra Soundar Rajan, écrivain indien (° 13 novembre 1958).

## Célébrations
- Nations unies : journée mondiale de la science au service de la paix et du développement[12].
- La journée mondiale de sensibilisation aux tumeurs neuroendocrines.

- Argentine : día de la tradición (es) ou « jour de la tradition » célébrant la naissance supra du poète José Hernández.
- Brésil : dia nacional do Trigo[13] ou « jour national du blé ».
- États-Unis : United States Marine Corps birthday ball (en) (ou « bal d’anniversaire du Corps des Marines américain ».
- France (Tours ou Amiens etc.) : fête de la saint-Martin (Westhoek français mais voir surtout le lendemain 11 novembre).
- Indonésie : Hari Pahlawan ou « jour des héros ».
- Lettonie : Mārtiņi ou « Saint-Martin » marquant le début de l'hiver et la fin de la saison laborieuse (aux champs etc.).
- Los Santos (Panama) : primer Grito de Independencia en la Villa de Los Santos (es) ou « premier appel pour l'indépendance de la ville de Los Santos ».
- Russie : jour de la police russe[14].
- Turquie : journée du souvenir d’Atatürk.

### Fête religieuse (chrétienne)
Station dans le village d'Enbigon (?) avec mémoire de saint Georges du Velay, dédicace de l'église afférente et lectures de II Thess. 1, 1-12 et de Jn 15, 20 - 16, 4 dans le lectionnaire de Jérusalem.

### Saints des Églises chrétiennes

#### Saints catholiques et orthodoxes
- Adelin († 910), moine et abbé de Saint-Calais, dans l'actuelle Sarthe, évêque de Sées de 884 à sa mort.
- Aedh Mac Bricc (VIe siècle) — ou « Aedth Mac Brice » ou « Aod » ou « Aedsin » —, disciple de saint Illadan, évêque-abbé dans le Meath en Irlande, dans la région de Tullamore.
- Baudolin (VIIIe siècle) — ou « Baldo » —, ermite au bord du Tanaro près d'Alessandria en Piémont, à l'époque du roi lombard Liutprand.
- Constantin l'Ibère († 853), seigneur géorgien, martyr à Bagdad en Mésopotamie sur ordre du calife Al-Moutawakil.
- Démétrien d'Antioche (entre 253 et 260) — ou « Demetrianus » —, évêque d'Antioche, martyr sous Valérien.
- Gobrien de Vannes († 735), évêque.
- Guerambaut († 965), moine.
- Juste de Rochester († 632), Archevêque de Cantorbéry.
- Luseur († 99), saint du diocèse de Bourges.
- Milos (IVe siècle), Martyr.
- Moniteur (Ve siècle), évêque.
- Narsès et Joseph et leurs compagnons († 343), Martyrs en Perse.
- Nymphe de Palerme, Ve siècle, martyre.
- Léon le Grand († 461), devenu pape en 440, docteur de l'Église.
- Oreste de Tyane († 304), martyr en Cappadoce sous Dioclétien.
- Space († 362), martyr.
- Théophania († 893), Impératrice, épouse de Léon VI.
- Thibéry, Modeste et Florence (IVe siècle), Martyrs.
- Tryphon († v. 251), Martyr.

#### Saints ou bienheureux des Églises catholiques
- Ambroise de Massa († 1240), bienheureux franciscain.
- André Avellin († 1608), prêtre théatin et docteur en droit, avocat ecclésiastique à Naples.
- André de Baudiment († 1412), bienheureux, moine cistercien de l'abbaye de Pontigny en Bourgogne, fondateur de l'abbaye de Chablis, près d'Auxerre
- Eduard Müller († 1943), prêtre allemand mort martyr - bienheureux.
- Hermann Lange († 1943), prêtre allemand mort martyr - bienheureux.
- Jean de Ratzebourg († 1066), moine évangélisateur de la Baltique.
- Joaquín Piña Piazuelo († 1936), bienheureux religieux espagnol mort martyr lors de la guerre civile espagnole.
- Johannes Prassek († 1943), prêtre allemand mort martyr - bienheureux.
- Odette Prévost († 1995), bienheureuse religieuse française morte martyr.

#### Saints orthodoxes
Outre les saints œcuméniques voire pré-schismatiques ci-avant, aux dates parfois "juliennes" ou orientales...
- Arsène de Cappadoce († 1924), Moine.

### Prénoms
Bonne fête aux Léon et ses variantes masculines : Léonard, Leonardo, Léonel ; et féminines : Léone, Léonella, Léonelle, Léonette, Leonid, Leonida, Leonidas, Léonidas, Léonie, Léonine, Léonne, Léane et Leona ; ainsi que le prénom Lionel et ses propres variantes masculines : Lionnel, Lyonel et Lyonnel ; et féminines : Lionele, Lionelle et Lionnelle.
Et aussi aux :
- Chloé, Cloé, Khloé, Kloé.
- Aux Eurydice et sa variante Euridice,
- Aux Juste et ses variantes masculines Just et Justo et féminine Justa,
- Aux Nersès,
- Noé et ses variantes masculines : Noa et Noah et féminine Noée ;
- aux Ondine,
- Oreste.

## Traditions et superstitions

### Dicton du jour
- « À la saint-Léon, mets tes artichauts en monts. » (dicton de Picardie)[17]

### Astrologie
- Signe du zodiaque : 19e jour du Scorpion.

## Toponymie
Les noms de plusieurs voies, places, sites ou édifices de pays ou provinces francophones contiennent cette date sous diverses graphies éventuelles : voir Dix-Novembre .